# Lonicera braceana
Lonicera braceana är en kaprifolväxtart som beskrevs av William Botting Hemsley. Lonicera braceana ingår i släktet tryar, och familjen kaprifolväxter. Inga underarter finns listade i Catalogue of Life.